# Zawodnik wykluczony (koszykówka)
Ten artykuł opisuje zagadnienie koszykarskie zgodne z normami FIBA.
Zasady w ligach NBA, NCAA lub innych mogą różnić się od tutaj przedstawionych.
Zawodnik wykluczony — w koszykówce jest to członek drużyny, który był uprawniony do gry, lecz popełnił piąty faul lub faul dyskwalifikujący.